# Moenkhausia pirauba
Moenkhausia pirauba är en fiskart som beskrevs av Zanata, Birindelli och Moreira 2010. Moenkhausia pirauba ingår i släktet Moenkhausia och familjen Characidae. Inga underarter finns listade i Catalogue of Life.